# Колесово 2-е
Ко́лесово 2-е — деревня в Задонском районе Липецкой области. Входит в состав Хмелинецкого сельсовета.

## Название
Законом Липецкой области от 11 ноября 2015 года название деревни Колесово Второе изменено на Колесово 2-е.

## Население
| 2010 |
| ---- |
| 31   |

## Улицы
В селе имеются две улицы: Морева и Слободская.